# مير كوه سفلي
مير کوه سفلي هي قرية في مقاطعة سراب، إيران. عدد سكان هذه القرية هو 87 في سنة 2006.